# العلاقات الألمانية البرازيلية
العلاقات الألمانية البرازيلية هي العلاقات الثنائية التي تجمع بين ألمانيا والبرازيل.

## مقارنة بين البلدين
هذه مقارنة عامة ومرجعية للدولتين:
| وجه المقارنة                                              | ألمانيا                                                                              | البرازيل |
| --------------------------------------------------------- | ------------------------------------------------------------------------------------ | --- |
| المساحة (كم2)                                             | 357.41 ألف                                                                           | 8.52 مليون |
| عدد السكان (نسمة)                                         | 81.29 مليون                                                                          | 202.66 مليون |
| الكثافة السكانية (ن./كم²)                                 | 227.44                                                                               | 23.79 |
| العاصمة                                                   | بون، برلين                                                                           | برازيليا، ريو دي جانيرو |
| اللغة الرسمية                                             | اللغة الألمانية                                                                      | برتغالية برازيلية، Brazilian Sign Language ‏ |
| العملة                                                    | يورو، مارك ألماني                                                                    | ريال برازيلي، كروزيرو ريال برازيلي ‏، كروزيرو البرازيلية (1990–1993)، البرازيلي كروزادو نوفو، كروزادو برازيلي، cruzeiro ‏، كروزيرو البرازيلية (1942–1967)، الريال البرازيلي (قديم) |
| الناتج المحلي الإجمالي (بليون دولار)                      | 3.68 تريليون                                                                         | 2.06 تريليون |
| الناتج المحلي الإجمالي (تعادل القوة الشرائية) بليون دولار | 3.92 تريليون                                                                         | 3.22 تريليون |
| الناتج المحلي الإجمالي الاسمي للفرد دولار أمريكي          | 41.31 ألف                                                                            | 8.54 ألف |
| الناتج المحلي الإجمالي للفرد دولار أمريكي                 | 46.40 ألف                                                                            | 15.89 ألف |
| مؤشر التنمية البشرية                                      | 0.926                                                                                | 0.754 |
| رمز المكالمات الدولي                                      | +49                                                                                  | +55 |
| رمز الإنترنت                                              | .de                                                                                  | .br |
| المنطقة الزمنية                                           | توقيت وسط أوروبا، ت ع م+01:00، ت ع م+02:00، توقيت أوروبا الوسطى المعياري (ت غ م +1) ‏ | |

## مدن متوأمة
في ما يلي قائمة باتفاقيات التوأمة بين مدن ألمانية وبرازيلية:
- ترتبط غلزنكيرشن مع كامبو غراندي باتفاقية توأمة منذ 1987.[18][18]
- ترتبط تورغلو مع Pomerode [الإنجليزية]‏ باتفاقية توأمة.
- ترتبط هوف مع كاروارو باتفاقية توأمة.
- ترتبط لايبزيغ مع ساو باولو باتفاقية توأمة منذ 1973.[19][20][21][22]
- ترتبط Bühlertann [الإنجليزية]‏ مع Gaspar, Santa Catarina [الإنجليزية]‏ باتفاقية توأمة.
- ترتبط بوبارد مع Arroio do Meio [الإنجليزية]‏ باتفاقية توأمة منذ 3 أكتوبر 1997.[23][24][25][26]
- ترتبط هامبورغ مع ساو باولو باتفاقية توأمة منذ 1958.
- ترتبط كولونيا مع ريو دي جانيرو باتفاقية توأمة منذ 1988.
- ترتبط بافاريا مع ساو باولو باتفاقية توأمة.

## منظمات دولية مشتركة
يشترك البلدان في عضوية مجموعة من المنظمات الدولية، منها:
| علم المنظمة | اسم المنظمة                        | تاريخ انضمام ألمانيا | تاريخ انضمام البرازيل |
| ----------- | ---------------------------------- | -------------------- | --------------------- |
|             | مؤسسة التمويل الدولية              | 20 يوليو 1956        | 31 ديسمبر 1956        |
|             | يونسكو                             | 11 يوليو 1951        | 4 نوفمبر 1946         |
|             | المرصد الأوروبي الجنوبي            | 1962                 | 2010                  |
|             | مجموعة الموردين النوويين           | ?                    | ?                     |
|             | مؤسسة التنمية الدولية              | 24 سبتمبر 1960       | 15 مارس 1963          |
|             | وكالة ضمان الاستثمار متعدد الأطراف | 12 أبريل 1988        | 7 يناير 1993          |
|             | منظمة حظر الأسلحة الكيميائية       | 29 أبريل 1997        | ?                     |
|             | البنك الإفريقي للتنمية             | ?                    | ?                     |
|             | الاتحاد الدولي للاتصالات           | 1866                 | 4 يوليو 1877          |
|             | الأمم المتحدة                      | 18 سبتمبر 1973       | 24 أكتوبر 1945        |
|             | منظمة الشرطة الجنائية الدولية      | ?                    | ?                     |
|             | مجموعة العشرين                     | 26 سبتمبر 1999       | ?                     |
|             | البنك الدولي للإنشاء والتعمير      | 14 أغسطس 1952        | 14 يناير 1946         |
|             | الاتحاد البريدي العالمي            | 1 يوليو 1875         | ?                     |
|             | منظمة التجارة العالمية             | ?                    | ?                     |
|             | الفريق المعني برصد الأرض           | ?                    | ?                     |
|             | نظام تحكم تكنولوجيا القذائف        | 1987                 | 1995                  |
|             | منظمة الصحة العالمية               | 29 مايو 1951         | ?                     |

## وصلات خارجية
- موقع وزارة الخارجية الألمانية
- موقع وزارة الخارجية البرازيلية